# Сражение при Саннас-Посте
Сражение при Саннас-Посте (Sanna's Post), или сражение при Корн Спруите (Korn Spruit)  —  сражение во время Второй англо-бурской войны (1899—1902) между войсками Британской империи и бурами Оранжевого Свободного Государства, в результате которого был разгромлен конный отряд британского бригадного генерала Роберта Джорджа Бродвуда.
В начале 1900 года британская армия превосходящими силами заняла Блумфонтейн, столицу Оранжевого Свободного Государства, и готовилась двинуться на север, на Преторию, столицу Трансвааля. Фельдмаршал лорд Робертс, главнокомандующий британскими войсками, считал, что с взятием столиц обеих республик война будет закончена. Войска Оранжевого Свободного Государства во главе с президентом Мартинусом Стейном и генералом Христианом де Ветом, отступили на северо - восток страны, где перегруппировались и приготовились к продолжению конфликта с применением партизанской тактики. Их контрнаступление на Саннас-Пост стало первым крупномасштабным примером этой новой тактики.
30 марта 1900 г. отряд буров численностью 2000 человек во главе с Де Ветом начал наступление в направлении Блумфонтейна и у Саннас-Поста, в 23 милях к востоку от Блумфонтейна, обнаружил британские конные силы бригадного генерала Р. Дж. Бродвуда, отступавшие от Таба-Нчу. Де Вет послал 1600 бойцов под командованием своего брата Питера, чтобы атаковать Бродвуда с севера, а сам занял Саннас-Пост, где находился водопровод, снабжавший водой Блумфонтейн, чтобы перехватить отступление противника.
Утром 31 марта артиллерия П. де Вета с группы небольших холмов на севере открыла огонь по выступившей с бивуака колонне англичан. Бродвуд отправил значительный конвой из повозок и орудий вперед, в то время как его кавалерия стала прикрывать тылы.
Конвой (около двухсот человек вместе с шестью орудиями) попал в засаду, устроенную бурами в овраге, образованном рекой Моддер, и был захвачен без единого выстрела.
После того как один бдительный британский офицер заметил, что происходит, и подал сигнал, буры Х. Де Вета открыли огонь. Британцы отступили на железнодорожную станцию, которая обеспечивала надежное прикрытие, и оттуда ружейным  и артиллерийским огнем оставшихся семи орудий сковали буров. Когда стали иссякать боеприпасы, Бродвуд решил отступить на юг. Во время отступления, переросшего в панику, были потеряны еще два орудия и много солдат.
Примерно через три часа 9-я пехотная дивизия генерал-майора Г. Колвилла прибыла на помощь конной бригаде, но буры отошли на хорошо защищенные позиции за реку Моддер. Водопровод остался в руках буров.
Всего англичане потеряли 155 человек убитыми или ранеными. Было захвачено 428 человек, семь орудий полевой артиллерии и 117 повозок. Буры потеряли троих убитыми и пятерых ранеными. Более серьезным, чем потери в бою, была потеря водопровода, снабжавшего Блумфонтейн. Это усугубило эпидемию кишечной лихорадки, дизентерии и холеры среди британской оккупационной армии, в результате которой умерло 2000 человек.